# Marie Arnal
Marie Arnal (Sainte-Foy-lès-Lyon, Francia, 21 de julio de 1976) es una exfutbolista internacional francesa.

## Carrera
En su primera temporada en el Football Club de Lyon se proclamó campeona de la Liga femenina de Francia. Volvió a ganar el título en 1992-93 y 1994-95. Debutó con la Selección femenina de fútbol de Francia el 8 de septiembre de 1995 contra la Selección femenina de fútbol de Hungría, entrando en la segunda parte en sustitución de Sandrine Roux.

## Clubes
| Club                  | País    | Año       |
| --------------------- | ------- | --------- |
| Football Club de Lyon | Francia | 1990-1997 |